# Биси ле Лон
Биси ле Лон (фр. Bucy-le-Long) насеље је и општина у североисточној Француској у региону Пикардија, у департману Ен (Пикардија) која припада префектури Соасон.
По подацима из 2011. године у општини је живело 1.940 становника, а густина насељености је износила 150,86 становника/km². Општина се простире на површини од 12,86 km². Налази се на средњој надморској висини од 49 метара (максималној 161 m, а минималној 39 m).

## Демографија
| 1962. | 1968. | 1975. | 1982. | 1990. | 1999. | 2011. |
| ----- | ----- | ----- | ----- | ----- | ----- | ----- |
| 1.214 | 1.387 | 1.661 | 1.801 | 1.841 | 1.958 | 1.940 |

График промене броја становника у току последњих година